# ویندوز ام‌ای
ویندوز ام‌ای (به انگلیسی: Windows Me) مخفف شدهٔ ویندوز ویرایش هزاره (به انگلیسی: Windows Millennium Edition)، یک سیستم‌عامل گرافیکی است که توسط مایکروسافت توسعه یافته و در تاریخ ۱۴ سپتامبر ۲۰۰۰ منتشر شده است.. ویندوز ام‌ای آخرین نسخه از سری ویندوز ۹ایکس بود. این نسخه از ویندوز، به عنوان جایگزین ویندوز ۹۸ و ویندوز ۹۸ اس ای طراحی شد. ویندوز ام‌ای در تاریخ ۲۰۰۰/۰۶/۱۹ برای تولیدکنندگان سخت‌افزارها عرضه شد و در تاریخ ۲۰۰۰/۰۸/۱۴ برای خرده فروشی‌ها عرضه شد. ویندوز ME سیستم‌عامل اصلی مایکروسافت برای کاربران خانگی تا زمان معرفی نسخهٔ بعدی آن ویندوز اکس‌پی در اکتبر سال ۲۰۰۱ قرار گرفته بود؛ زمانی که ویندوز اکس‌پی هنوز در حال طراحی و همچنین چند سال از انتشار ویندوز ۹۸ گذشته و به عنوان سیستم عامل اکثر رایانه‌های شخصی مورد استفاده قرار می‌گرفت. ویندوز ME به‌طور ویژه کاربران کامپیوترهای خانگی را هدف قرار داد و شامل اینترنت اکسپلورر ۵٫۵ (پس از آپدیت، مرورگر پیش فرض ویندوز ام‌ای به اینترنت اکسپلورر ۶ بروزرسانی می‌شود) ویندوز مدیا پلیر ۷٫۰ (پس از آپدیت، نرم‌افزار پیش فرض پخش فایل‌های چند رسانه‌ای در ویندوز ME به نسخه سری ویندوز مدیا پلیر ۹ بروزرسانی می‌شود) همچنین در این نسخه از ویندوز، نرم‌افزار جدید ویندوز مووی میکر عرضه شد که برای ویرایش ویدیوها و استفادهٔ کاربران خانگی توسعه یافته است.
مایکروسافت همچنین ویژگی‌هایی را که برای اولین بار در ویندوز ۲۰۰۰ (که هفت ماه قبل از عرضه ویندوز ام ای به عنوان یک سیستم عامل تجاری برای کاربران اداری و سازمانی عرضه شده بود) اضافه شده بود را در رابط کاربری گرافیکی، پوسته، ویندوز اکسپلورر و سایر بخش‌های ویندوز ام ای (که یک سیستم عامل خانگی بود) را اضافه کرد. اگر چه ویندوز ام ای همچنان مانند سایر نسخه‌های پیشین خود بر پایه ام‌اس-داس طراحی شده بود. در ویندوز ام‌ای دسترسی به حالت واقعی داس (Real-Mode DOS) برای کاهش زمان بوت سیستم عامل، محدود شده بود.
با این حال عجله مایکروسافت برای طراحی یک سیستم عامل جامع برای امور اداری، باعث شد تا ویندوز ME یک پل ارتباطی عجیب را به سمت نسخه اکس‌پی بسازد و پس از رسیدن به آن، خراب شود. به نحوی که هنگام عرضه Windows ME به عنوان بدترین ویندوز در سال ۲۰۰۰، بلافاصله یک سال پس از آن نسخه XP عرضه شد و به کلی نسخه ME را از صفحه رایانه‌ها برای استفاده‌های شخصی و اداری پاک کرد؛ تا حدی که حتی در سال ۲۰۲۳ و بالاتر هنوز هم ویندوز اکس‌پی مورد استقبال کاربران قرار می‌گیرد
از نظر نرم‌افزاری، ویندوز ME درواقع همان نسخه ۹۸ بود که سعی داشت تا چند ویژگی تازه را ارائه کند. با این حال برخی از این ویژگی‌ها مانند بازیابی ویندوز به حدی باگ داشتند که عملاً می‌توان گفت بی‌استفاده شده بودند. همچنین قابلیتی مانند حالت داس نیز از این نسخه از ویندوز پاک شده بود که به کاربر اجازه نمی‌داد تا برنامه‌های قدیمی را نصب کند. همچنین مایکروسافت بخشی از ویژگی‌های ویندوز ۲۰۰۰ که هفت ماه قبل به عنوان یک سیستم عامل تجاری ساخته شده بر پایه ویندوز NT عرضه شده بود، برای کاربران خانگی در ویندوز ام ای نیز عرضه کرد.
به علاوه، از بزرگ‌ترین نقاط ضعف این سیستم عامل داشتن نسخه اینترنت اکسپلورر (IE) 5.5 بود که در آن زمان چندان مورد استقبال کاربران قرار نمی‌گرفت. (البته مرورگر پیش فرض پس از آپدیت کردن ویندوز ام ای به اینترنت اکسپلورر ۶ تغییر کرد) همچنین لازم است ذکر شود که مرورگرهای زیادی در آن سال‌ها در دسترس کاربران نبود و در صورت نصب ویندوز ME، مجبور به استفاده از بدترین مرورگر روی بدترین سیستم عامل بودند!
جدای از باگ‌های بسیار در قابلیت‌های اضافه شده، ویندوز ME در قدرت اجرایی نیز کاربران را دچار مشکلات بسیاری می‌کرد و سرعت پردازش بسیار پایین و بی‌کیفیتی را ارائه می‌داد. به نحوی که به گفته برخی از کاربران، حتی تکان دادن موس و جابه‌جا کردن نشانگر آن، خود باعث می‌شد تا ویندوز دچار اختلال شده و ساعت‌ها حتی با خاموش و روشن کردن سیستم نیز مشکل آن حل نشود!
در مورد این نسخه از ویندوز، می‌توان نتیجه گرفت که عجله مایکروسافت برای ساخت یک پلتفرم اداری بر پایه پوسیده ویندوز ۹۸ باعث شد تا چنین اتفاقاتی رخ دهد و ویندوز ام‌ای عملاً یک شکست برای این شرکت محسوب شود.
ویندوز ام‌ای جایگزین ویندوز ۹۸ بود و به‌طور خاص، کاربران خانگی کامپیوترهای شخصی را مورد هدف قرار داد. این نسخه شامل در مقایسه با سایر نسخه‌های ویندوز، ویندوز ام‌ای عمر کوتاهی داشت. تنها یک سال پس از انتشار این ویندوز، به سرعت ویندوز اکس‌پی (در تاریخ ۲۵ اکتبر ۲۰۰۱) جایگزین این نسخه شد اما با وجود منو استارت قوی، پخش آسانتر ویدیو، اینترنت اکسپلورر ۵٫۵ و سیستم ریستوری و چند امکانات دیگر داشت اما به دلیل باگ و مشکلاتش هیچ‌گاه موفق نشد. پشتیبانی از این نسخه در تاریخ ۱۱ ژوئیه ۲۰۰۶ پایان یافت.

## توسعه
در کنفرانس مهندسی سخت‌افزار ویندوز در سال ۱۹۹۸، بیل گیتس، مدیر عامل مایکروسافت، اظهار داشت که ویندوز ۹۸، آخرین نسخهٔ ویدوز بر پایه پروژه ویندوز 9x است. و نسخه بعدی ویژه مصرف‌کنندگان، قرار بود بر پایه هسته ویندوز NT باشد. در واقع قرار بود دو پروژه جداگانه سیستم‌عامل ویندوز، (۱- نسخه‌های ویندوز بر پایهٔ پروژه ویندوز NT برای کاربران تجاری و اداری. ۲-نسخه‌های ویندوز بر پایهٔ پروژه ویندوز 9x برای کاربران خانگی) بیشتر به هم نزدیک شده و رفته رفته با یکدیگر ادغام شوند. با این حال، خیلی زود مشخص شد که کار توسعه برای رسیدن به هدف انتشار پیش از پایان سال ۲۰۰۰، به ویژه با توجه به کار موازی در حال انجام روی پروژه نپتون (که در نهایت لغو شد)بسیار بزرگ و دشوار بود. به همین دلیل تیم توسعه ویندوز برای مصرف‌کنندگان خانگی، وظیفهٔ بهبود ویندوز ۹۸ و انتقال تعدادی از ویژگی‌های فنی و رابط کاربری گرافیکی ویندوز ۲۰۰۰ به آن را بر عهده گرفت. رئیس مایکروسافت، استیوار بالمر، در کنفراس بعدی HEIC مایکروسافت در سال ۱۹۹۹، این تغییرات را به‌طور عمومی اعلام کرد.
در تاریخ ۲۳ جولای ۱۹۹۹، اولین نسخه آلفا ویندوز ME به صورت آزمایشی منتشر شد. این نسخه که به نام (نسخه پیش نمایش ۱) شناخته می‌شود، بسیار شبیه ویندوز SE 98 بود و تنها تغییر عمده آن اضافه ویژگی با دسترسی زودرس Help & Support بود که قرار بود در نسخه نهایی اضافه شود. ظرف دو ماه، ۳ نسخه پیش نمایش دیگر ویندوز ME بعد منتشر شد.
اولین نسخه بتا ویندوز ME در تاریخ ۲۴ سپتامبر ۱۹۹۹ به صورت آزمایشی برای کاربران، مطبوعات و صنعت رایانه منتشر شد.
نسخه دوم بتا ویندوز ME، در تاریخ ۲۴ نوامبر ۱۹۹۹ منتشر شد. در این نسخه، اولین تغییرات واقعی نسبت به ویندوز ۹۸ اتفاق افتاد. تغییرات شامل :اضافه کردن ویژگی‌های ظاهری بیشتر از رابط کاربری گرافیکی ویندوز ۲۰۰۰ و حذف حالت واقعی DOS بود. کارشناس نرم‌افزار، Paul Thurrott، نسخه دوم بتا ویندوز ME را پس از انتشار بررسی کرد و آن را مثبت ارزیابی کرد. قبل از سال ۲۰۰۰ ویندوز ME ظاهراً از برنامه توسعه مایکروسافت عقب مانده بود و در اوایل سال ۲۰۰۰، یک بیلد موقت حاوی ویژگی بروزرسانی خودکار منتشر شد تا نگرانی‌ها در مورد انتشار با تأخیر برطرف شود.
در فوریه سال ۲۰۰۰، Paul Thurrott فاش کرد که مایکروسافت قصد داشته ویندوز ME و ویرایش‌های جدید Windows NT 4.0 را عرضه نکند. او این موضوع را از محتویات دیسک MSDN (شبکه توسعه دهندگان ویندوز) متوجه شد. با اینکه ویدوز ME برای استفادهٔ مشترکین خانگی طراحی شده بود.
در هر حال،Thurrott ادعا کرد که انگیزهٔ مایکروسافت در هر دو مورد، این بوده که توسعه دهندگان نرم‌افزار مجبور به حرکت به سوی ویندوز ۲۰۰۰ شوند. سه روز بعد، به دنبال کمپین نوشتن و فراخوانی که توسط صدها کاربر ایجاد شد. مایکروسافت اعلام کرد که ویندوز ME (از جمله نسخه‌های توسعه دهندگان و نسخه‌های آزمایشی آن) قطعاً برای کاربران MSDN عرضه خواهد شد. مایکروسافت همچنین شخصاً از Paul Thurrott عذر خواهی کرد و اظهار داشت که او اطلاعات نادرستی دریافت کرده است. اگرچه Thurrott در مقاله بعدی خود بیان کرد [روشن است که تصمیم (...) واقعاً تغییر کرده است.]
نسخه سوم بتا ویندوز ME، در تاریخ ۱۱ آوریل ۲۰۰۰ منتشر شد. در این نسخه برای اولین بار از صدای راه اندازی و خاموش کردن ویندوز ۲۰۰۰ استفاده شد. (در نسخه‌های قبلی از صدای راه اندازی و خاموش کردن ویندوز ۹۸ استفاده می‌شد)

### انتشار نهایی
اگرچه مایکروسافت ساخت نهایی ویندوز ME را پس از عرضه ۳ نسخه بتا در ۲۸ ژوئن ۲۰۰۰ آماده کرد. ولی انتشار نهایی (RTM) ویندوز ME تا ۱۴ سپتامبر ۲۰۰۰ به دلایلی نامشخص به تعویق افتاد.
مدت کوتاهی پس از عرضه ویندوز ME به تولیدکنندگان سخت‌افزار در ۱۹ ژوئن ۲۰۰۰، مایکروسافت یک کمپین بازاریابی برای تبلیغ آن با نام (Meet ME Tour) در ایالات متحده راه اندازی کرد. این، یک برنامه تبلیغاتی با مشارکت مایکروسافت، تولیدکنندگان سخت‌افزار و سایر شرکای تجاری بود که در یک جاذبه تعاملی در ۲۵ شهر، به نمایش گذاشته شد.
ویندوز ME در تاریخ ۱۴ سپتامبر ۲۰۰۰ برای خرده فروشی عرضه شد. در زمان عرضه، مایکروسافت اعلام کرد که کاربران ویندوز ۹۸ و ۹۸SE می‌توانند در بازه زمانی سپتامبر ۲۰۰۰ تا ژانویه ۲۰۰۱ با هزینهٔ کمتر (۵۹٫۹۵ دلار به جای ۱۰۹ دلار)، سیستم عامل رایانه خود را به ویندوز ME ارتقا دهند. لازم است ذکر شود که قیمت ویرایش اصلی ویندوز ME (در صورت عدم ارتقا از نسخه‌های قبلی ویندوز، ۲۰۹ دلار بود) که این قیمت‌گذاری، کاملاً مشابه قیمت گذاری ویندوز ۹۸ در زمان عرضه بود.
در اکتبر سال ۲۰۰۱ مایکروسافت ویندوز اکس‌پی را عرضه کرد. نسخه جدیدتر سیستم‌عامل ویندوز، که اکنون دارای ویژگی پشتیبانی از پرونده‌های فشرده (با فرمت ZIP) به صورت پیش فرض، بازی Spider Solitaire و مرورگر اینترنتی Internet Explorer 6 به صورت پیش فرض بود. در حالی که ویندوز اکس‌پی بر پایه کرنل ویندوز NT بود و در واقع ویندوز اکس‌پی، نسخه بعدی ویندوز ۲۰۰۰ (و همچنین ویندوز ME) به حساب می‌آید.

## ویژگی‌های جدید و به روز
رابط کاربری
تعدادی از ویژگی‌های رابط کاربری ویندوز ۲۰۰۰ به ویندوز ME انتقال یافته است. مانند منوهای قابل شخصی‌سازی، نوار ابزار‌های قابل شخصی‌سازی، ویژگی تکمیل خودکار در نوار آدرس Windows Explorer و برنامه سیستمی Run، ویژگی‌های مرتبط با نوع فایل پیشرفته ویندوز ۲۰۰۰، نمایش زیرنویس برای میان برها به عنوان راهنمای کاربردی

## قابلیت بروزرسانی
ویندوز ام ای می‌تواند اجزای خود را ارتقا داده یا اجزای جدیدی را تا آخرین نسخه ها (پشتیبانی شده توسط این ویندوز) نصب کند.
۱-مرورگر پیش فرض این سیستم عامل (اینترنت اکسپلورر) تا نسخه Internet Explorer 6 SP1 بروزرسانی می‌شود.
۲-نرم‌افزار پیش فرض مدیریت ایمیل این سیستم عامل (Outlook Express) تا نسخه Outlook Express 6 SP1 بروزرسانی می‌شود.
۳-نرم‌افزار Windows Media Format Runtime و Windows Media Player تا نسخه Windows Media Player 9 Series(شامل Windows Media Encoder 7.1 و Windows Media 8 Decoding Utility)
۴-نرم‌افزار پیش فرض پیام رسانی این سیستم عامل (MSN Messenger) تا نسخه MSN Messenger 7 بروزرسانی می‌شود.
۵-نرم‌افزار پیش فرض نصب کننده برنامه‌ها در این سیستم عامل (Windows Installer) تا نسخه Windows Installer 2.0 بروزرسانی می‌شود.
۶- Runtime پیش نیاز گرافیکی برنامه‌ها و بازی‌ها در این سیستم عامل (Microsoft DirectX) تا نسخه (DirectX 9.0c runtime October 2007) بروزرسانی می‌شود.
۷- Runtime پیش نیاز اجرای برنامه‌ها و بازی‌ها در این سیستم عامل (Microsoft .Net Framework) تا نسخه (Microsoft .Net Framework 2.0) بروزرسانی می‌شود.
تذکر: در این سیستم عامل Microsoft .Net Framework 2.0 SP1 و بالاتر پشتیبانی نمی‌شود.
۸- Runtime پیشنیاز اجرای نرم‌افزار های مختلف در این سیستم عامل (++Microsoft Visual C) تا نسخه (2005 ++Microsoft Visual C) بروزرسانی می‌شود.
۹- چهارچوب خدمات متنی در این سیستم عامل بروزرسانی می‌شود.
۱۰- مؤلفه Microsoft XML Core Services در این سیستم عامل تا نسخه (Microsoft XML Core Services 3.0 SP7) بروزرسانی می‌شود.
۱۱- مؤلفه Microsoft Agent در این سیستم عامل تا نسخه (Microsoft Agent 2.0) بروزرسانی می‌شود.
۱۲- مؤلفه Microsoft NetMeeting در این سیستم عامل تا نسخه (Microsoft NetMeeting 3.01) بروزرسانی می‌شود.
۱۳- مؤلفه Microsoft Active Accessibility در این سیستم عامل تا نسخه (Microsoft Active Accessibility 2.0) بروزرسانی می‌شود.
۱۴- مؤلفه Microsoft ActiveSync در این سیستم عامل تا نسخه (Microsoft ActiveSynce 3.8) بروزرسانی می‌شود.
۱۵- مؤلفه Windows Script Host در این سیستم عامل تا نسخه (Windows Script Host 5.6)بروزرسانی می‌شود.
۱۶- مؤلفه Microsoft Data Access Components در این سیستم عامل تا نسخه (Microsoft Data Access Components 2.81 SP1) بروزرسانی می‌شود.
۱۷ -مؤلفه Windows Management Instrumentation در این سیستم عامل تا نسخه (Windows Management Instrumentation 1.5) بروزرسانی می‌شود.
مؤلفه Search API در این سیستم عامل تا نسخه (Search API 4) بروزرسانی می‌شود.

## سیستم مورد نیاز

### مشخصات حداقل سیستم
- پردازنده: پنتیوم 150 MHz
- فضای دیسک سخت: 320 MB
- رم: 32 MB

### مشخصات سیستم مناسب
- پردازنده: پنتیوم 2 300 MHz
- فضای دیسک سخت: 2 GB
- رم: 64 MB

### محدودیت رم فیزیکی
ویندوز ام‌ای در کامپیوترهای شخصی حداکثر از 1.5 GB رم فیزیکی پشتیبانی می‌کند.